# Rhipidoglossum densiflorum
Rhipidoglossum densiflorum är en orkidéart som beskrevs av Victor Samuel Summerhayes. Rhipidoglossum densiflorum ingår i släktet Rhipidoglossum och familjen orkidéer. Inga underarter finns listade i Catalogue of Life.